# Martin Larsson (1901–1982)
Martin Larsson, född 22 oktober 1901 i Halmstad, död 1982, var en svensk målare.
Larsson studerade för Tor Bjurström vid Valands målarskola 1920-1922 och vid Académie Colarossi Paris 1925-1926 samt under ett stort antal studieresor till bland annat Nederländerna, Nordafrika, Belgien och Lappland. Han tilldelades Mannheimerska stipendiet 1921. Han medverkade i samlings- och grupputställningar på Gummesons konsthall och ett flertal gånger på Liljevalchs konsthall samt med Hallands konstförening. Hanas konst består av stilleben, porträtt och landskap med motiv från skilda länder utförda i olja, akvarell eller pastell. Larsson är representerad vid Halmstads museum, Göteborgs konstmuseum och Utlandssvenska museet i Göteborg.  